# Supercoppa di Germania 2020
La Supercoppa di Germania 2020 (ufficialmente DFL-Supercup 2020) è stata la ventunesima edizione della Supercoppa di Germania.
Si è svolta il 30 settembre 2020 all'Allianz Arena di Monaco di Baviera tra il Bayern Monaco, vincitore della Bundesliga 2019-2020 e della Coppa di Germania 2019-2020 e il Borussia Dortmund, secondo classificato in campionato.
Il trofeo è stato vinto dal Bayern Monaco, che ha battuto il Borussia Dortmund per 3-2. I bavaresi hanno conseguito l'ottavo successo nella competizione, migliorando il record di vittorie che già detenevano.
Per la prima volta nella storia della competizione la partita è stata diretta da un arbitro donna, la tedesca Bibiana Steinhaus, alla sua ultima direzione in carriera.

## Partecipanti
| Squadre           | Qualificazione                                                   | Partecipazioni precedenti (il grassetto indica la vittoria)                       |
| ----------------- | ---------------------------------------------------------------- | --------------------------------------------------------------------------------- |
| Bayern Monaco     | Vincitore della Bundesliga 2019-2020 e della DFB-Pokal 2019-2020 | 13 (1987, 1989, 1990, 1994, 2010, 2012, 2013, 2014, 2015, 2016, 2017, 2018, 2019) |
| Borussia Dortmund | Secondo classificato della Bundesliga 2019-2020                  | 10 (1989, 1995, 1996, 2011, 2012, 2013, 2014, 2016, 2017, 2019)                   |

## Tabellino
| Arbitro: | Bibiana Steinhaus (Langenhagen) |

|                                    |           |                       |
| Tolisso 18’ Müller 32’ Kimmich 82’ | Marcatori | 39’ Brandt 55’ Håland |

| Bayern Monaco | Borussia Dortmund |

| P                 | 1  | Manuel Neuer       |     |     |
| D                 | 5  | Benjamin Pavard    |     | 76’ |
| D                 | 4  | Niklas Süle        |     |     |
| D                 | 21 | Lucas Hernández    | 66’ |     |
| D                 | 19 | Alphonso Davies    |     |     |
| C                 | 6  | Joshua Kimmich     |     |     |
| C                 | 8  | Javi Martínez      |     | 84’ |
| C                 | 24 | Corentin Tolisso   |     |     |
| A                 | 25 | Thomas Müller      |     |     |
| A                 | 9  | Robert Lewandowski |     | 83’ |
| A                 | 29 | Kingsley Coman     |     | 54’ |
| A disposizione:   |    |                    |     |     |
| P                 | 35 | Alexander Nübel    |     |     |
| D                 | 17 | Jérôme Boateng     |     |     |
| D                 | 27 | David Alaba        |     |     |
| D                 | 41 | Chris Richards     |     | 76’ |
| C                 | 7  | Serge Gnabry       |     | 54’ |
| C                 | 30 | Adrian Fein        |     |     |
| C                 | 40 | Malik Tillman      |     |     |
| C                 | 42 | Jamal Musiala      |     | 84’ |
| A                 | 14 | Joshua Zirkzee     |     | 83’ |
| Allenatore:       |    |                    |     |     |
| Hans-Dieter Flick |    |                    |     |     |

| P               | 35 | Marwin Hitz       |     |
| D               | 23 | Emre Can          |     |
| D               | 15 | Mats Hummels      | 76’ |
| D               | 16 | Manuel Akanji     |     |
| C               | 24 | Thomas Meunier    | 67’ |
| C               | 6  | Thomas Delaney    |     |
| C               | 8  | Mahmoud Dahoud    |     |
| C               | 30 | Felix Passlack    |     |
| A               | 11 | Marco Reus        | 72’ |
| A               | 9  | Erling Haaland    | 68’ |
| A               | 19 | Julian Brandt     | 76’ |
| A disposizione: |    |                   |     |
| P               | 40 | Stefan Drljača    |     |
| D               | 13 | Raphaël Guerreiro |     |
| D               | 14 | Nico Schulz       | 67’ |
| D               | 26 | Łukasz Piszczek   | 76’ |
| C               | 20 | Reinier           | 68’ |
| C               | 22 | Jude Bellingham   | 76’ |
| C               | 27 | Marius Wolf       |     |
| C               | 28 | Axel Witsel       |     |
| C               | 32 | Giovanni Reyna    | 72’ |
| Allenatore:     |    |                   |     |
| Lucien Favre    |    |                   |     |